# Propoziție circumstanțială condițională
În sintaxă, propoziția circumstanțială condițională se definește în general ca propoziția subordonată care îndeplinește funcția de complement circumstanțial condițional al predicatului propoziției principale, exprimând condiția (ipoteza) de a cărei îndeplinire sau neîndeplinire depinde realizarea sau nerealizarea procesului din propoziția principală.
Unii autori disting condiția de ipoteza exprimată în condițională. Condiția exprimă o circumstanță obligatorie pentru ca procesul din principală să se poată realiza, ex. fr  Si vous avez moins de 25 ans, vous pouvez profiter d'une réduction de 30 % sur les vols Paris-Londres „Dacă aveți mai puțin de 25 de ani, puteți profita de o reducere de 30% pe cursele Paris-Londra”. Ipoteza exprimă o presupunere, o posibilitate, o eventualitate: fr  S'il pleut, le pique-nique sera annulé „Dacă va ploua, picnicul va fi anulat”.
După Bărbuță 2000, condiționala poate exprima:
- un proces realizabil, de exemplu:

Dacă mă aștepți, aș merge o dată cu tine;
Dacă m-ai aștepta, aș merge o dată cu tine;
- un proces ireal: Dacă m-ai fi așteptat, aș fi mers cu tine.

Unii autori disting o categorie în plus:
- Propoziția condițională reală exprimă faptul că îndeplinirea condiției duce cu adevărat la îndeplinirea procesului din principală, ex. cnr  Budete li tražili, naći ćete „Dacă veți căuta, veți găsi”;
- Propoziția condițională potențială: posibila, eventuala îndeplinire a condiției face posibilă realizarea procesului din principală, adică se adaugă nesiguranță în privința îndeplinirii condiției, prin urmare a procesului din principală, ex. cnr  Ako bismo imali vremena, došli bismo „Dacă am avea timp, am veni”.
- Propoziția condițională ireală: condiția este neîndeplinită sau nu poate fi îndeplinită, prin urmare nici procesul din principală nu este realizat sau este imposibil de realizat;
  - în prezent: Da postoje vukodlaci, svijet bi izgledao drugačije „Dacă ar exista vârcolaci, lumea ar arăta altfel”;
  - în trecut: Da sam znao kakav je, ne bih ga ništa pitao „Dacă aș fi știut cum este el, nu l-aș fi întrebat nimic”.

Fraza cu propoziție condițională poate exprima și semnificații în plus față de cele de mai sus prin combinațiile posibile dintre formele verbale modale și temporale ale predicatelor principalei și condiționalei.
Elementul care introduce condiționala în română este cel mai adesea conjuncția dacă și, în toate limbile amintite aici, corespondenta sa exactă. De asemenea, în aceste limbi, condiționala este de cele mai multe ori antepusă, dar poate fi și postpusă principalei.
Acest tip de frază se construiește cu asemănări și deosebiri între limbi în ceea ce privește formele verbale la care poate fi predicatul condiționalei. Numărul restricțiilor referitoare la acestea și al combinațiilor posibile între formele predicatului condiționalei și cele ale predicatului principalei, diferă de la o limbă la alta. Sunt limbi ca franceza sau engleza, în care construcțiile de fraze au mai puține sinonime decât în română, de pildă. De asemenea, în cazul unei aceleiași limbi pot fi mai multe sau mai puține alternative în funcție de registrul de limbă.

## În limba română
În română sunt relativ multe combinații posibile de predicate ale principalei și condiționalei introduse prin conjuncția dacă:
- indicativ prezent – indicativ prezent: Dacă plouă, am umbrela la mine[6] – ipoteză referitoare la viitor, proces realizat în prezent;
- indicativ prezent – imperativ: Dacă ai nevoie de ceva, spune-mi![7] – ipoteză referitoare la prezent, proces sugerat de vorbitor pentru viitor;
- indicativ viitor – indicativ prezent: Dacă va ploua, am umbrela la mine[6] – ipoteză referitoare la viitor, proces realizat în prezent;
- indicativ viitor – indicativ viitor: Dacă vei avea bani, vei putea cumpăra orice[8] – condiție referitoare la viitor, proces realizabil în viitor;
- condițional prezent – condițional prezent: Dacă aș fi sănătos, aș lucra[9] – condiție neîndeplinită în prezent, proces nerealizabil în prezent;
- condițional perfect – condițional perfect: Dacă ar fi vrut, ar fi plecat[10] – condiție neîndeplinită în trecut, proces nerealizat în trecut.

Această din urmă construcție are trei sinonime tot cu dacă:
- indicativ imperfect – indicativ imperfect: Dacă voia, pleca;
- indicativ imperfect – condițional perfect: Dacă voia, ar fi plecat;
- condițional perfect – indicativ imperfect: Dacă ar fi vrut, pleca.

Cu aceleași forme verbale, condiționala mai poate fi introdusă prin conjuncția de, fie în registrul de limbă popular, fie în limbajul poetic ex. De mi-ai fi spus, îți împrumutam eu banii), sau prin locuțiunea conjuncțională în caz că, folosită în limba vorbită și în limbajul publicistic: În caz că ajungi mai devreme, așteaptă-mă.
Construcția condițional perfect – condițional perfect mai are două sinonime cu conjunctivul perfect în condițională, doar că atunci conjuncția este să:
- conjunctiv perfect – condițional perfect: Să fi avut bani, ai fi putut cumpăra orice.
- conjunctiv perfect – indicativ imperfect: Să fi avut bani, puteai cumpăra orice.

Construcția condițional prezent – condițional prezent are de asemenea un sinonim, conjunctiv prezent – condițional prezent: Să ai bani, ai putea cumpăra orice.
Deseori, condiționala antepusă are un elemente corelativ adverbial în principală, ex. Dacă ai obiecții, atunci vorbește!
Condiționala poate fi și juxtapusă, folosind drept marcă a raportului condițional intonația interogativă: Ai ceva de spus, spune acum!

## În limba franceză
În această limbă există restricții importante referitoare la condiționala introdusă prin conjuncția si „dacă”, în sensul că predicatul acesteia nu poate fi la viitor, la condițional prezent și la condițional perfect, ci, în locul acestora, la:
- indicativ prezent: Si j'ai le temps, je passerai chez toi ce soir „Dacă o să am timp, o să trec pe la tine deseară”;
- indicativ imperfect: S'il faisait beau, on irait se promener en forêt „Dacă ar fi timp frumos, am merge să ne plimbăm în pădure”;
- mai mult ca perfect: Si tu m'avais téléphoné, je serais allé te chercher à la gare „Dacă m-ai fi sunat, aș fi mers să te iau de la gară”.

Aceste forme verbale se pot combina, ca mai sus, cu predicatul principalei la viitor sau la condițional, dar și alte combinații sunt posibile:
- indicativ prezent – indicativ prezent: Si tu lui racontes ça, je te tue ! „Dacă-i povestești asta, te omor!”[13];
- indicativ prezent – imperativ: Si vous êtes fatigué, reposez-vous un moment „Dacă sunteți obosit, odihniți-vă o clipă”;
- indicativ prezent – subjonctiv prezent cu valoare de imperativ: S'ils sont fatigués, qu'ils aillent se coucher. „Dacă sunt obosiți, să meargă la culcare”;
- indicativ prezent – condițional prezent: Si tu n'as rien d'autre à faire, tu pourrais tondre le gazon „Dacă n-ai nimic altceva de făcut, ai putea tunde gazonul”[13];
- indicativ imperfect – indicativ imperfect: En vacances, s'il pleuvait, nous jouions aux cartes. În concediu, dacă ploua, jucam cărți”;
- indicativ imperfect – condițional perfect: Si Nathalie aimait la musique, nous l'aurions emmenée au concert hier soir „Dacă Nathaliei i-ar plăcea muzica, am fi dus-o aseară la concert”;
- indicativ mai mult ca perfect – condițional prezent: Si on avait entretenu régulièrement l'immeuble, il ne serait pas maintenant en si mauvais état „Dacă s-ar fi întreținut clădirea în mod regulat, acum n-ar fi într-o stare atât de proastă”;
- indicativ mai mult ca perfect – indicativ imperfect: Si elle avait fini son travail à 17 heures, elle prenait un thé à la célèbre brasserie « La Coupole » „Dacă își termina treaba la ora 5, lua un ceai la celebra braserie „La Coupole”;
- perfect compus – indicativ prezent: Si vous avez déjà eu cette maladie, vous êtes maintenant immunisé „Dacă ați avut deja boala asta, acum sunteți imunizat”;
- perfect compus – imperativ: Si tu as fini ton travail avant 18 h, retrouve-nous au café ! „Dacă ți-ai terminat treaba înainte de ora 6, vino și tu la cafenea”;
- perfect compus – indicativ viitor: Si vous avez déjà suivi un cours de niveau 1, vous serez automatiquement inscrit en niveau 2 „Dacă ați urmat deja un curs de nivel 1, veți fi înscris automat la nivelul 2”.

Construcția indicativ mai mult ca perfect – condițional perfect are două alternative numai în varianta scrisă a registrului de limbă elevat, cu forma de subjonctiv mai mult ca perfect, numit în acest caz „condițional trecut forma a II-a”, dacă procesul din condițională este anterior celui din principală:
- subjonctiv mai mult ca perfect în ambele propoziții: S'il eût accepté cette proposition de loi, il eût déclenché des réactions violentes „Dacă ar fi acceptat această propunere de lege, ar fi declanșat reacții violente”;
- subjonctiv mai mult ca perfect în condițională: S'il eût accepté cette dignité, le changement de la république en une monarchie despotique aurait été trop sensible „Dacă ar fi acceptat această demnitate, schimbarea republicii într-o monarhie despotică ar fi fost prea sensibilă”.

În schimb, în registrul popular există o variantă categoric respinsă de standard, cu condiționalul în ambele propoziții, ex. Si j'aurais su, je serais pas venu în loc de Si j'avais su, je ne serais pas venu.
Alte condiționale mai frecvente sunt cele introduse prin două secvențe considerate locuțiuni conjuncționale, cu predicatul la modul:
- subjonctiv: Ce joueur de football participera à ce match à condition que sa blessure au genou soit guérie „Acest fotbalist va participa la meciul acesta cu condiția ca rana lui la genunchi să fie vindecată” – condiție indispensabilă;
- condițional: Au cas où la veste ne plairait pas à votre mère, nous vous l'échangerions „În caz că vesta nu i-ar plăcea mamei dumneavoastră, v-am schimba-o” – eventualitate.

Și în franceză, propoziția condițională poate fi juxtapusă. Unul din tipuri este cu intonație interogativă, ca în română: Vous voulez changer d'appareil de chauffage ? Demandez-nous une documentation ! „Vreți să vă schimbați aparatul de încălzire? Cereți-ne o documentație!”
În plus, există și construcții echivalente cu condiționale introduse prin si, dar cu juxtapunere, și cu predicatul la condițional:
Le Président démissionnerait, il y aurait de nouvelles élections „Dacă președintele ar demisiona, ar avea loc noi alegeri”;
Tu serais arrivé plus tôt, tu aurais vu Paola, mais elle vient de partir „Dacă ai fi venit mai devreme, ai fi văzut-o pe Paola, dar a plecat mai înainte”.

## În limba engleză
În această limbă, regulile sunt apropiate de cele din franceză, adică condiționala introdusă prin if „dacă” nu admite predicatul la viitor sau pe cel format din perifraza would + infinitivul, echivalentă cu condiționalul prezent, și din perifraza would have + participiul trecut, echivalentă cu condiționalul trecut.
Combinații posibile mai frecvente sunt:
- present simple „prezent simplu” – simple future „viitor simplu”: If it rains, the reception will take place indoors „Dacă plouă/va ploua, recepția va avea loc înăuntru”[15];
- present continuous „prezent continuu” – future continuous „viitor continuu”: If we're having ten people to dinner, we'll need more chairs „Dacă vom avea zece oameni la cină, vom avea nevoie de mai multe scaune”[15];
- present perfect „prezent perfect” – simple future: If I've finished my work by ten, I'll probably watch a film on TV „Dacă îmi termin treaba până la ora zece, poate o să mă uit la un film la televizor”[15];
- past simple „trecut simplu” – would + infinitiv: If I had lots of money, I would travel round the world „Dacă aș avea mulți bani, aș călători în jurul lumii”[15];
- past continuous „trecut continuu” – would + infinitiv: If the sun was shining, everything would be perfect „Dacă ar străluci soarele, totul ar fi perfect”[15];
- past perfect „trecut perfect” – would have + participiu trecut: If you had taken a taxi, you would have got here in time „Dacă ai fi luat un taxi, ai fi ajuns aici la timp”[15];
- present simple – present simple: If the wind blows from the north, this room is very cold „Dacă vântul bate dinspre nord, camera asta e foarte rece”[16];
- past simple – past simple: If the wind blew from the north, we moved into the other room „Când vântul bătea dinspre nord, ne mutam în cealaltă cameră”[16];
- past simple – past simple: If you parked your car there, you were very foolish „Dacă ți-ai parcat mașina acolo, ai făcut o mare prostie”[16];
- past simple – would have + participiu trecut: If you parked your car there, the police would have removed it „Dacă ți-ai parcat mașina acolo, poliția o fi ridicat-o”[16];
- present simple – imperative: If you park your car there, lock it and leave the key here „Dacă îți parchezi mașina acolo, închide-o și lasă cheia aici”[16].

În engleză de asemenea, condiționala poate fi postpusă:
- imperative – present simple: Park your car under a tree, if you can find a space „Parchează-ți mașina sub un copac dacă poți găsi un loc”;
- future – present perfect: I will let you have your book back on Monday, if I have finished it by then „Am să-ți dau înapoi cartea luni dacă o termin până atunci”.

Sunt cazuri când conjuncția if este omisă, și atunci subiectul trece după verbul la o formă simplă sau după verbul auxiliar la o formă compusă, cu aceleași restricții ca și cu if: Had you informed us earlier, we would have taken the necessary steps „Dacă ne-ați fi informat mai devreme, am fi luat măsurile necesare”.
Se întâlnește în condițională verbul will cu sensul său lexical originar „a vrea”, în registrul de limbă elevat: If everyone will help, we'll soon get the job done „Dacă fiecare vrea/va vrea să ajute, vom termina treaba repede”. Este folosit și ca excepție fără a exprima voința, ci ca auxiliar al viitorului, pentru exprimarea unui rezultat posibil al procesului predicatului principalei, ex. I can lend you five pounds, if that will help „Pot să-ți împrumut cinci lire dacă asta te ajută”. De asemenea și would: I could lend you five pounds, if that would help „Aș putea să-ți împrumut cinci lire dacă asta te-ar ajuta”.
Și în engleză există folosirea nestandard în condițională a perifrazei echivalente cu condiționalul: If you'd have taken a taxi, you'd have got here on time în loc de If you had taken a taxi, you would have got here in time.
Condiționala poate fi introdusă printre altele și prin conjuncția unless „dacă nu”, precum și cu secvențele considerate locuțiuni conjuncționale on condition (that) „cu condiția ca ...) să”, in case „în caz că”, restricțiile de folosire a formelor verbale fiind aceleași ca în cazul lui if. Exemple:
You won't catch the train unless you hurry „N-ai să prinz trenul dacă nu te grăbești”;
I will let you drive on condition (that) you have a valid licence „Te las să conduci, cu condiția să ai permis valabil”;
Make a note of my telephone number, in case you want to ring me up „Notează-ți numărul meu de telefon, în caz că vrei să mă suni”.

## În BCMS
În limbile din diasistemul slav de centru-sud (BCMS) nu sunt restricții de folosire a formelor verbale ca în franceză și în engleză, fiind admise în condițională viitorul și condiționalul. Principala conjuncție folosită este ako „dacă”. Combinații posibile la utilizarea acestei conjuncții sunt:
- prezent – prezent: Ako tražite, nalazite „Dacă căutați, găsiți”[3];
- prezent – viitor I: Ako tvrtka dobro posluje, onda će napredovati „Dacă firma lucrează bine, atunci va progresa”[18];
- prezent – imperativ: Ako me pokušaš prevariti, čuvaj se! „Dacă încerci să mă înșeli, bagă de seamă!”[18];
- viitor II – viitor I: Ako ne budeš redovno učio, izgubićeš stipendiju „Dacă nu vei învăța în mod regulat, vei pierde bursa”[19];
- viitor I – viitor I: Ako ćete trčati, steći ćete kondiciju „Dacă veți alerga, veți avea condiție fizică”[18];
- viitor II – prezent: Ako budemo imali vremena, dolazimo „Dacă vom avea timp, venim”[3];
- condițional – condițional: Ako bismo požurili, stigli bismo na početak predstave „Dacă ne-am grăbi, am ajunge la începutul spectacolului”[19];
- perfect – perfect: Ako ste tražili, našli ste „Dacă ați căutat, ați găsit”[3].

Există o restricție privitoare la viitorul II, acesta neputând fi folosit în principală.
Cu condiționalul, în locul conjuncției ako se poate folosi conjuncția kad care are sensul originar „când”:
Kad bismo požurili, stigli bismo na početak predstave.
Conjuncția ukoliko, cu sensul originar „în măsura în care”, poate de asemenea înlocui ako, dar în registrul de limbă elevat:
Ukoliko bi iskrsle kakve teškoće, javite nam „Dacă s-ar ivi oarecare dificultăți, anunțați-ne”.
Cu prezentul, viitorul II și condiționalul se poate folosi în loc de conjuncție particula li, în principal interogativă, plasată după predicat la o formă simplă sau după auxiliarul său la o formă compusă, acesta fiind urmat de subiect, dacă este exprimat prin cuvânt aparte:
Budu li kupili tu kuću, neće se pokajati „Dacă o să cumpere casa aceea, n-o să le pară rău”.
În BCMS actuală se folosește o singură formă de condițional, și pentru trecut, și pentru prezent. În propoziție independentă sau principală, timpul reiese din context. În propoziție condițională se referă totdeauna la prezent. Pentru condiția situată în trecut se folosește timpul perfect cu conjuncția da. Aceasta furnizează contextul suficient pentru ca predicatul la condițional al principalei să situeze procesul tot în trecut:
Da sam odgovorio i na deseto pitanje, zaradio bih milion dinara „Dacă aș fi răspuns și la a zecea întrebare, aș fi câștigat un milion de dinari”.
Uneori, da se folosește și cu prezentul, și atunci condiționalul din principală se referă tot la prezent:
Šta bi ti radio da ti provalnik upadne u kuću? „Ce ai face tu dacă ți-ar năvăli în casă un tâlhar?”

## În limba maghiară
În maghiară sunt mai puține combinații posibile de forme verbale în acest tip de frază decât în română, cu atât mai mult cu cât în această limbă sunt numai șase forme verbale modale și temporale predicative. Și în această limbă se folosește viitorul și condiționalul în condițională:
Exemple cu conjuncția ha „dacă”:
- indicativ prezent – indicativ prezent: Ha sikerül, mindenki számára van remény „Dacă reușim, există speranță pentru toți”[21];
- indicativ prezent – imperativ: Ha Budapesten vagy, mindenképpen keress fel! „Dacă ești la Budapesta, vino neapărat pe la mine!”[22];
- indicativ viitor – imperativ: Ha lesz rá időd, látogass meg! „Dacă vei avea timp, fă-mi o vizită”[23];
- indicativ prezent – indicativ viitor: Ha nem reggelizel, később éhes leszel „Dacă nu iei micul dejun, mai târziu o să-ți fi foame”[24];
- indicativ trecut – indicativ trecut: Ha előre láttad a következményeket, miért nem igyekeztél jobban? „Dacă ai prevăzut consecințele, de ce nu te-ai străduit mai mult?”[21];
- indicativ trecut – indicativ viitor: Ha Péter elaludt, Anna haragudni fog „Dacă Péter a adormit, Anna va fi supărată”[25];
- condițional prezent – condițional prezent: Ha Péter aludna, Anna haragudna „Dacă Péter ar dormi, Anna ar fi supărată”[25];
- condițional trecut – condițional trecut: Ha hideg lett volna, kabátot vettünk volna „Dacă ar fi fost frig, am fi luat paltoane”[23];
- condițional trecut – condițional prezent: Ha időben indultunk volna, már ott lennénk „Dacă am fi pornit la timp, am fi deja acolo”[23].

Viitorul, atât în condițională, cât și în principală, se exprimă și cu forma de prezent a verbului de aspect perfectiv exprimat mai ales prin prefixe (subliniate în exemplu): Ha Péter elalszik, Anna megharagszik „Dacă Péter va adormi, Anna se va supăra”.
Este frecventă folosirea facultativă a corelativului akkor „atunci”: Ha több időm lenne, akkor többet olvasnék „Dacă aș avea mai mult timp, atunci aș citi mai mult”. Corelativul este chiar obligatoriu dacă în principală există adverbul csak „numai”: Anna csak akkor haragszik meg, ha Péter elalszik „Anna se supără/se va supăra numai dacă Péter adoarme/va adormi”.